# Кравченко, Фёдор Иосифович
Фёдор Ио́сифович Кра́вченко (1912—1988) — советский военный разведчик и партизан в годы Великой Отечественной войны, Герой Советского Союза (2.05.1945). Майор Советской Армии (24.01.1949).

## Биография
Фёдор Кравченко родился 4 марта 1912 года в селе Унароково (ныне — Мостовский район Краснодарского края). В 1913—1929 годах жил в Уругвае, в 1925 году окончил там школу, получив профессию слесаря, работал на судостроительной верфи в Монтевидео. Затем вернулся в СССР. Проживал в Москве, работал в аппарате комсомола.
В октябре 1936 года Кравченко был призван на службу в Рабоче-крестьянскую Красную Армию. В 1937—1938 годах участвовал в Гражданской войне в Испании, за боевые отличия во время которой был награждён двумя орденами.
Окончил Высшую специальную школу Генерального штаба РККА в 1939 году. В 1939 году был направлен в Мексику по линии ГРУ Генштаба под псевдонимом «Клейн» помощником резидента А. П. Коробицына («Турбан»). Фактически резидентура Коробицына—Кравченко охватывала большую часть Латинской Америки и даже имела источник информации в Японии. В конце 1941 года, когда США вступили во вторую мировую войну на стороне антигитлеровской коалиции, надобность в разведсети отпала и оба были возвращены в СССР.
Участник партизанского движения во время Великой Отечественной войны. В 1942 году Кравченко был направлен в тыл противника для выполнения специального задания командования фронта. Его группа установила связь с партизанским отрядом Григория Балицкого, после чего совместно действовала с ним, совершая диверсии на линиях Гомельского железнодорожного узла. За небольшой период времени партизаны уничтожили 11 эшелонов противника, 10 из которых были взорваны при непосредственном участии Кравченко. С ноября 1942 года группа Кравченко действовала вместе с соединением Алексея Фёдорова. К 1943 году она выросла в партизанский отряд имени И. Богуна. Только за июль—декабрь 1943 года на участке железной дороги Ковель—Брест отрядом было уничтожено 43 вражеских эшелона, при этом погибло более 650 и было ранено около 900 солдат и офицеров противника.
Указом Президиума Верховного Совета СССР от 2 мая 1945 года за «образцовое выполнение боевых заданий командования в борьбе против немецко-фашистских захватчиков в тылу противника и проявленные при этом отвагу и геройство и за особые заслуги в развитии партизанского движения на Украине» капитану Фёдору Кравченко присвоено звание Героя Советского Союза с вручением ордена Ленина и медали «Золотая Звезда».
С мая 1945 года Кравченко работал в заграничной резидентуре советской разведки во Франции, где создал свою разведсеть для работы на территории Испании (в частности, в Мадриде, Валенсии и Барселоне) и Португалии. В 1949 году тяжело заболел и был отозван в Москву. В сентябре 1951 года майор Ф. И. Кравченко был уволен в запас.
Находился на различных хозяйственных должностях, активно занимался общественной деятельностью в Советском комитете ветеранов войны. Был вице-президентом Общества дружбы «СССР—Уругвай». 
Скончался 19 ноября 1988 года, похоронен на Кунцевском кладбище Москвы.

## Награды
- Герой Советского Союза (2.05.1945)
- Два ордена Ленина (7.03.1943, 2.05.1945)
- Орден Красного Знамени (17.07.1937)
- Два ордена Отечественной войны 1-й степени (2.05.1945, 11.03.1985)
- Орден Красной Звезды (3.01.1937)
- Ряд медалей[3]

иностранные награды
- Гарибальдийская звезда (Италия)[6].